# Krupac (miasto Pirot)
Krupac (cyr. Крупац) – wieś w Serbii, w okręgu pirockim, w mieście Pirot. W 2011 roku liczyła 1302 mieszkańców.